# 石岛港
石岛港位于中华人民共和国山东省荣成市东南石岛管理区石岛湾畔，自古是山东省重要的渔港。石岛湾开口朝向东南，东北方向为镆铘岛，已与海岸连成一体。此处为中国陆地距韩国最近之处，于1980年代末对外开放。

## 石岛新港
石岛新港建于1999年，为国家一类开放口岸。在石岛老港以南，石岛湾出海口西南处，至2016年建成2个港区、6个港口码头、32个泊位。